# فوردرستودر
فوردرستودر (به آلمانی: Vorderstoder) یک منطقهٔ مسکونی در اتریش است که در ناحیه کورچ‌دروف ان در کرمس واقع شده‌است.

## خصوصیات
فوردرستودر ۳۷٫۱ کیلومترمربع مساحت دارد  ۸۱۰ متر بالاتر از سطح دریا واقع شده‌است.

## جغرافیا
فوردرستودر قرار گرفته شده در ترانویتل. حدودا ۵۵ درصد از شهر جنگل است و ۲۵ درصد زمین‌های کشاورزی می‌باشد.